# Estação Ferroviária de Barca d'Alva
A estação ferroviária de Barca d’Alva é uma interface terminal encerrada da Linha do Douro, que servia a localidade de Barca d’Alva, e que funcionava como estação fronteiriça entre Portugal e Espanha, através da Linha internacional de Barca d'Alva-La Fregeneda a La Fuente de San Esteban. Situa-se no concelho de Figueira de Castelo Rodrigo, em Portugal.

## Descrição

### Localização e acessos
Esta interface localiza-se na travessa epónima da localidade nominal, situada na freguesia de Escalhão, no município de Figueira de Castelo Rodrigo, e distando menos de meio quilómetro do centro de Barca d’Alva (Fluvina), para poente, e, para sul, respetivamente treze e vinte quilómetros das sedes da freguesia e do município.

### Infraestrutura
Apesar da sua condição de estação terminal, o edifício de passageiros de Barca d’Alva situa-se lateralmente à via, do lado sul (lado direito do sentido descendente, para Ermesinde).

## História

### Século XIX

#### Planeamento
Os primeiros planos para construir uma linha fronteiriça com Espanha no Norte do país iniciaram-se em meados do século XIX, quando se começou a pensar na construção de um grande porto comercial em Leixões, que não só deveria servir a cidade do Porto, como também toda a região Noroeste da Península Ibérica, em concorrência com o Porto de Vigo, que tinha o mesmo objectivo. Desta forma, começou-se a pensar em construir uma linha férrea até à Galiza, embora este empreendimento tenha sido inicialmente posto de parte, devido a dificuldades financeiras e a uma maior prioridade por parte do governo à ligação entre Lisboa e Badajoz. Surgiu então um novo esforço para ligar o Porto a Espanha, mas desta vez a Salamanca, numa tentativa de colocar aquela cidade na zona de influência do Porto. Em 1864, uma comissão técnica luso-espanhola aprovou cinco ligações internacionais entre Espanha e Portugal, incluindo uma por Barca de Alva, La Fregeneda, Vitigudino e Ledesma. Posteriormente decidiu-se a construção de mais uma linha internacional a partir de Salamanca, mas desta vez com origem em Formoso, onde se uniria à Linha da Beira Alta. Originalmente, o lanço até Ciudad Rodrigo seria comum às duas linhas, tendo o ponto de bifurcação sido mudado para Boadilla por uma Real Ordem de 18 de Agosto de 1880, por pedido do governo português. Entretanto, uma lei de 23 de Junho de 1880 determinou que a Linha do Douro fosse prolongada até Barca de Alva, tendo sido desta forma que foi construído o lanço até Foz-Tua, em 1883.
Em 20 de Maio de 1881, uma Real Ordem aprovou o projecto para o lanço de Vilar Formoso a Salamanca, mas deixou a escolha do ponto de entroncamento em aberto, decisão que provocou protestos por parte de Lisboa, tendo por isso uma nova Real Ordem de 3 de Novembro de 1881 anulado a anterior e ordenado a abertura do concurso para as duas linhas. Embora o estado português tenha imposto um prazo de três anos para a conclusão das obras, a Société Financière de Paris, concessionária da Linha da Beira Alta, alegou que a construção só se poderia fazer em cinco anos. Esta era igualmente a opinião da Associação dos Engenheiros Civis, que defendia, em vez da continuação da Linha do Douro, a construção de uma nova linha de Vila Franca das Naves à Régua, que não só iria servir a importante região ao Sul do Rio Douro, como iria criar uma nova travessia sobre o rio, que seria alternativa à Ponte Maria Pia.

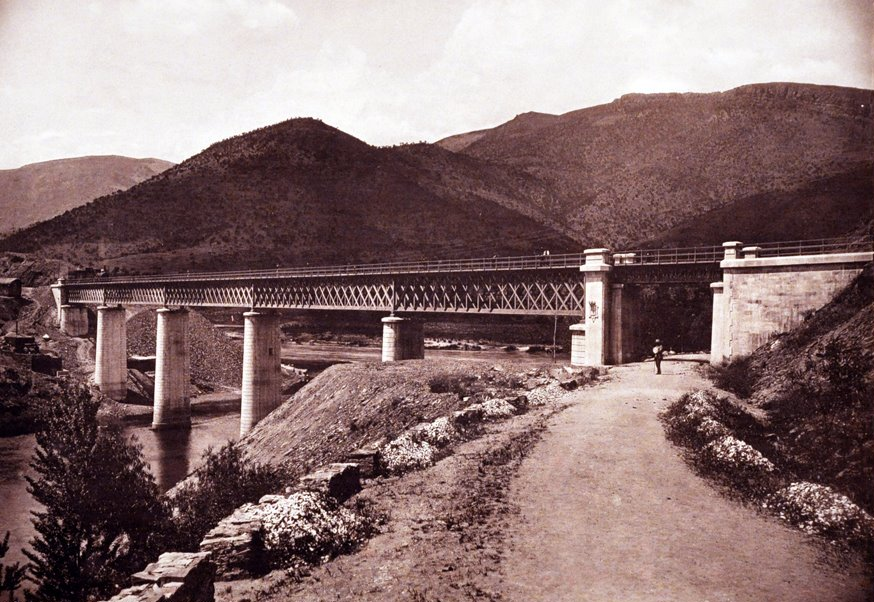
Ponte sobre o rio Águeda, pouco depois da sua construção.

No entanto, os interesses políticos e financeiros do Porto opuseram-se fortemente à noção da linha de Vilar Formoso ser concluída antes da Barca de Alva, receando que o movimento vindo de Espanha fosse deslocado para o Porto da Figueira da Foz, prejudicando o comércio na cidade. Com efeito, na época um influente engenheiro e político afirmou que «não se ligando o Pôrto com Salamanca na Barca de Alva, as condições económicas do Pôrto mudarão de tal modo que, nas suas ruas desertas se verá crescer a herva como nas de qualquer pobre vila decadente». O governo sugeriu que fosse formado um sindicato de bancos para financiar a construção, de forma a que o concurso não ficasse deserto, uma vez que dessa forma as obras seriam entregues à Société Financière de Paris, que tinha um maior interesse em concluir primeiro a linha até Vilar Formoso. Assim, numa reunião de em 28 de maio de 1881, convocada pelo Governador Civil, decidiu-se formar o Sindicato Portuense, suportado por vários empresários e bancários do comércio portuense, e liderado por Henrique Burnay. Seguiram-se várias negociações complicadas com a Société Financière de Paris, e uma Real Ordem de 15 de Junho desse ano anunciou a abertura do concurso e as suas condições. O primeiro artigo indicava que «la empresa concesionaria se obliga a ejecutar a su costa y riesgo todos los trabajos necesarios para el establecimiento de un ferrocarril que, partiendo de Salamanca y bifurcándose en Boadilla, se dirija a la frontera portuguesa por Ciudad Rodrigo a empalmar con el ferrocarril portugués de la Beira Alta y a otro punto de la misma frontera en Barca de Alba, empalmando allí con la línea portuguesa del Duero». O concurso foi aberto em 12 de Setembro, tendo a companhia representada por Henrique Burnay sido o único concorrente, à qual foi atribuída a concessão por uma Real Ordem de 23 desse mês. Em 4 de Outubro desse ano, o Sindicato pediu que a garantia de juro fosse aplicada também ao lanço entre Boadilla e Vilar Formoso, requerimento que provocou acesas discussões no parlamento. Os defensores, liderados pelo deputado Correia de Barros, alegaram que ambas as linhas teriam um grande movimento, além que aumentaria o tráfego na Linha do Douro, de forma que logo em 1902 terminariam os encargos do tesouro público. Por seu turno, os opositores, especialmente o deputado António Augusto de Aguiar, criticaram os elevadíssimos custos das obras até Barca de Alva, apontavam que era impossível concluir as obras nos prazos apresentados, e voltaram a avançar a ideia de em vez disso construir a ligação entre as linhas do Douro e da Beira Alta, anteriormente apresentada pela Associação dos Engenheiros Civis. Ainda assim, a lei foi promulgada em 22 de Julho de 1882, tendo o contrato com o Sindicato sido assinado em 12 de Outubro desse ano.

Em 21 de Fevereiro de 1883, a companhia apresentou um novo estudo para o lanço de Boadilla a Barca de Alva, que foi aprovado por uma Real Ordem de 16 de Agosto do mesmo ano. Depois de algumas difíceis negociações sobre a construção da Ponte sobre o rio Águeda, o projecto para os últimos dois quilómetros de Boadilla a Barca de Alva foi autorizado por uma Real Ordem de 28 de Abril de 1885. Entretanto, em Janeiro de 1885 o Sindicato criou uma empresa em Espanha, a Compañía del Ferrocarril de Salamanca a la Frontera Portuguesa, que teria o apoio dos governos português e espanhol, e seria responsável pela construção e exploração das linhas em Espanha.

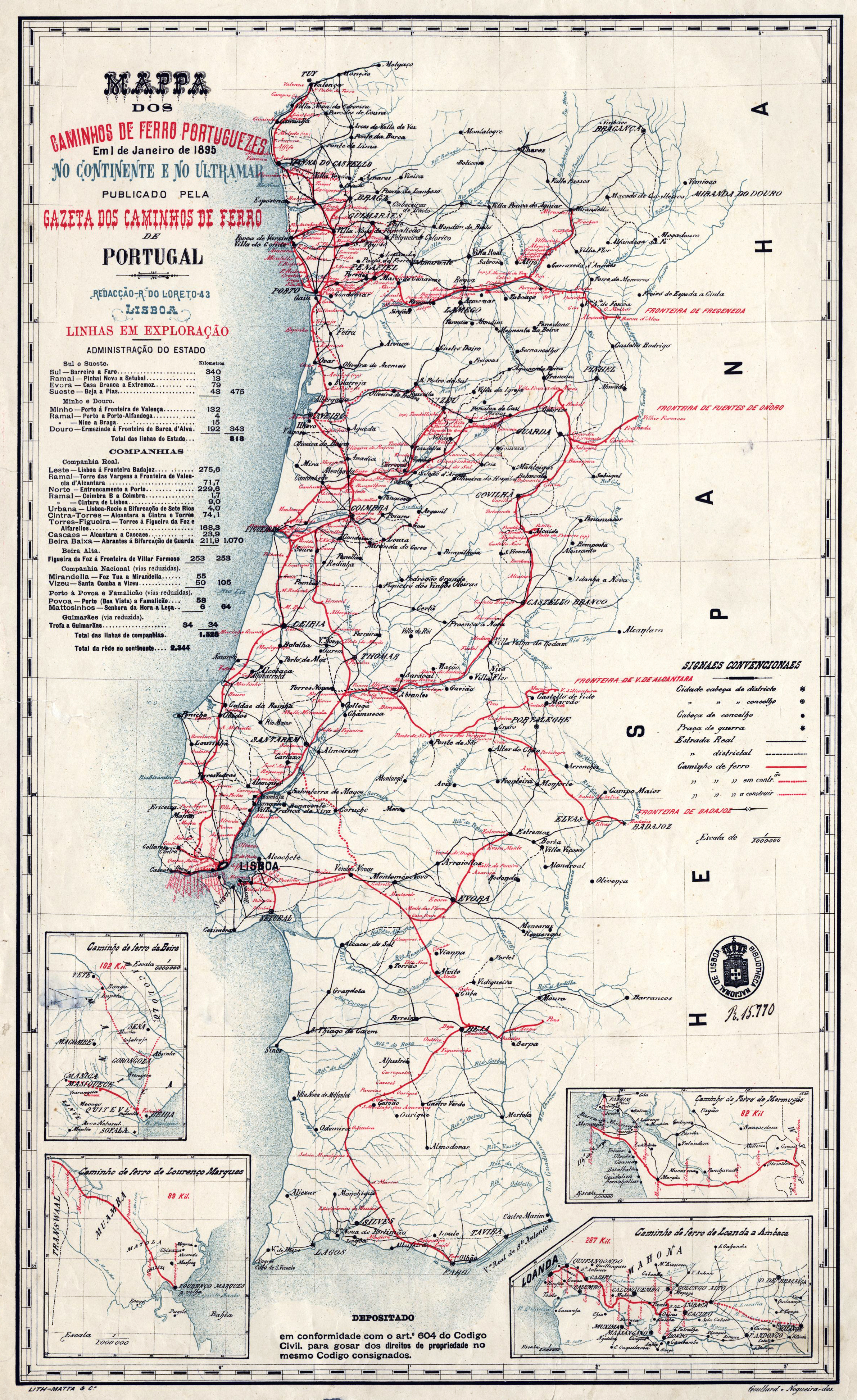
Mapa dos caminhos de ferro em 1895, incluindo a ligação internacional em Barca de Alva.

#### Inauguração

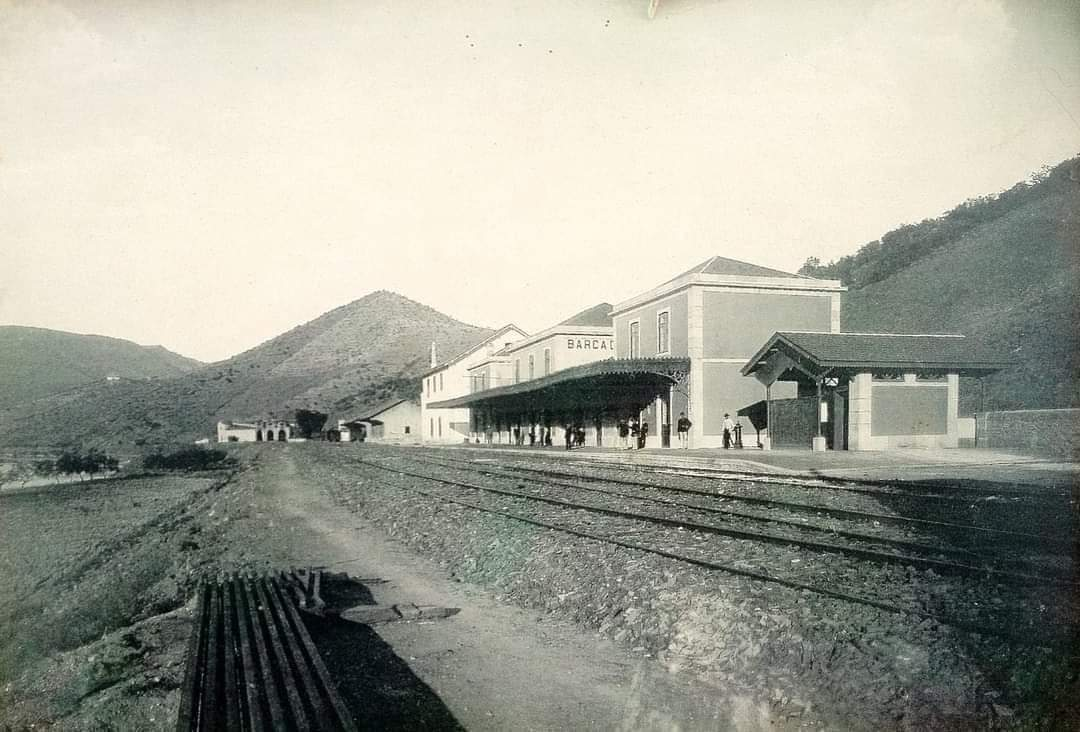
A estação de Barca d’Alva, pouco depois da inauguração.

Em 5 de Junho de 1886 entrou ao serviço o lanço até Vilar Formoso, enquanto que o ramal até Barca de Alva chegou a Lumbrales em 25 de Julho de 1887, e foi concluído em 6 de Dezembro desse ano. Do lado português, o lanço de Tua ao Pocinho abriu à exploração em 10 de Janeiro de 1887, tendo a linha chegado a Côa em 5 de Maio. Em 2 de dezembro, foram concluídas as obras no troço do Pocinho a Barca de Alva, tendo este troço entrado ao serviço no dia 9 de Dezembro, junto com a ligação internacional até Salamanca.
Desta forma, levaram-se cerca de seis anos para fazer ambos os troços chegar a Barca de Alva, prazo superior ao de três anos que tinha sido planeado pelo estado e ao de cinco anos que tinha sido considerado indispensável Société Financière de Paris. Estes atrasos levaram a sucessivos recursos ao crédito em Paris, obtido em cada vez em piores condições e maioritariamente por influência do governo português.  Por outro lado, logo nos primeiros anos se verificou que as fracas receitas das linhas eram insuficientes para cobrir sequer as despesas, tendo levado à falência o Sindicato Portuense, que foi substituído pela Companhia das Docas do Porto e dos Caminhos de Ferro Peninsulares, formada em 1889. Porém, este processo enfrentou a resistência do governo espanhol, que conseguiu que a Compañía del Ferrocarril de Salamanca a la Frontera Portuguesa se tornasse independente.

### Século XX
Na primeira metade do século XX, o restaurante na gare de Barca de Alva ganhou fama pela qualidade do seu serviço, sob a direção de Germano Mielgo.

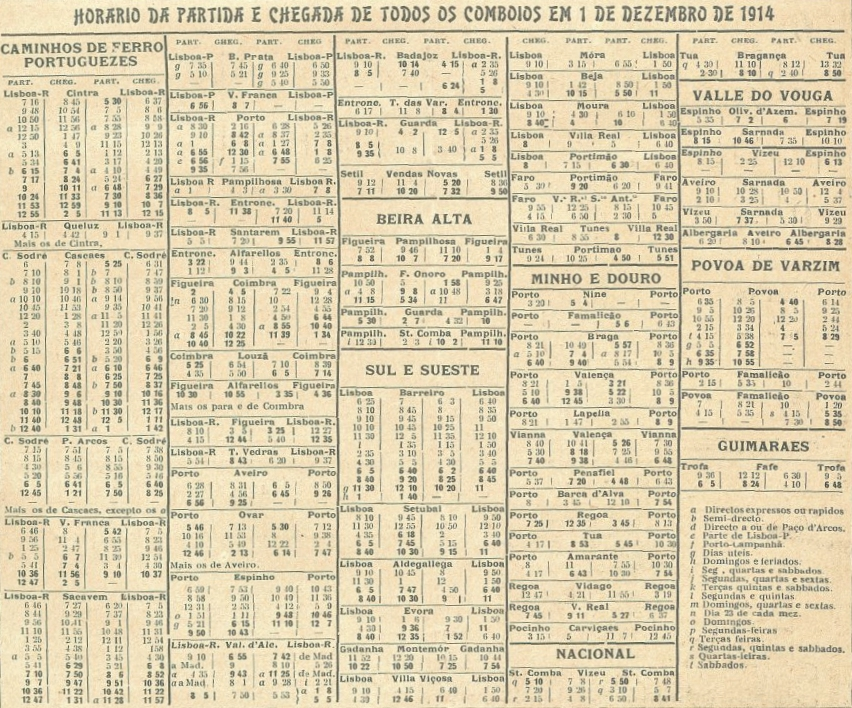
Horários em Dezembro de 1914. Barca de Alva era servida apenas por dois comboios, um em cada sentido.

#### Décadas de 1900 e 1910
Em 1901, ainda não existia uma ponte rodoviária sobre o Rio Douro nas proximidades da estação, e a Estrada Real n.º 53 (posteriormente designada de Estrada Nacional 221), que ligava a estação a várias localidades na margem Sul do Douro, ainda possuía alguns troços em construção. Em 1905, a ponte sobre o Rio Douro já tinha sido construída, tendo sido aprovadas obras de reparação na estrada entre esta ponte e a localidade de Freixo de Espada à Cinta.
Nos finais de 1901, o director da Divisão de Minho e Douro dos Caminhos de Ferro do Estado previa a introdução de carruagens de primeira classe nos serviços entre esta estação e o Porto.
Em 1904, a administração dos Caminhos de Ferro do Estado organizou um comboio rápido do Porto a Medina, passando por Barca de Alva, onde deixava parte do material circulante; no entanto, este comboio normalmente circulava quase vazio a partir da Régua, devido à falta de ligações rodoviárias às estações a partir daquele ponto. Este serviço, que circulava 3 vezes por semana em cada sentido, foi suspenso em 1914, devido ao rebentar da Primeira Guerra Mundial, tendo sido retomado em 1919, mas pouco tempo depois foi definitivamente cancelado, devido à falta de combustível e pelo deflagrar da Guerra Civil Espanhola. Em 1937, foram criados os comboios 751 e 752, do Porto a Salamanca, que também circulavam três vezes por semana em cada sentido, ligando o Porto a Barca de Alva em pouco mais de 4 horas; no entanto, estes serviços foram interrompidos devido ao início da Segunda Guerra Mundial.
Em Janeiro de 1905, já tinha sido aprovado um acordo entre a Companhia de Salamanca e os Caminhos de Ferro do Estado, para a correspondência de comboios em Barca de Alva.
Em 1913, a estação de Barca de Alva era parte de várias carreiras de diligências, que iam até Almeida, Castelo Rodrigo, Escalhão, Figueira de Castelo Rodrigo, Pinhel, Reigada e Vilar Torpim. Posteriormente o serviço entre Barca de Alva e Figueira de Castelo Rodrigo passou a ser feito por autocarros.

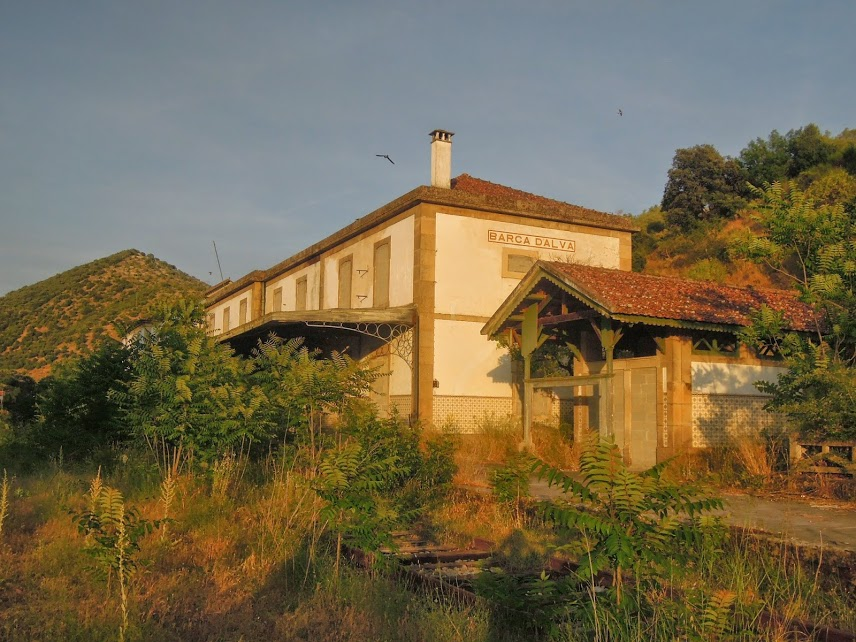
Antiga estação de Barca de Alva, em 2014.

#### Décadas de 1920 e 1930
Em 12 de Julho de 1924, um Real Decreto instituiu um novo regime para a organização dos caminhos de ferro espanhóis, onde se preconizava a concentração das linhas em grupos, incluindo a Compañía del Ferrocarril de Salamanca a la Frontera Portuguesa. Esta empresa foi integrada na Compañía Nacional de los Ferrocarriles del Oeste, que foi posteriormente incorporada na Red Nacional de los Ferrocarriles Españoles.
Em 1933, a Companhia dos Caminhos de Ferro Portugueses realizou várias obras de reparação e melhoramento no edifício de passageiros desta estação, e voltou a fazer obras de reparação no ano seguinte. Em 1939, foi restabelecida a ligação ferroviária por Barca de Alva, tendo sido a última linha internacional a reabrir.

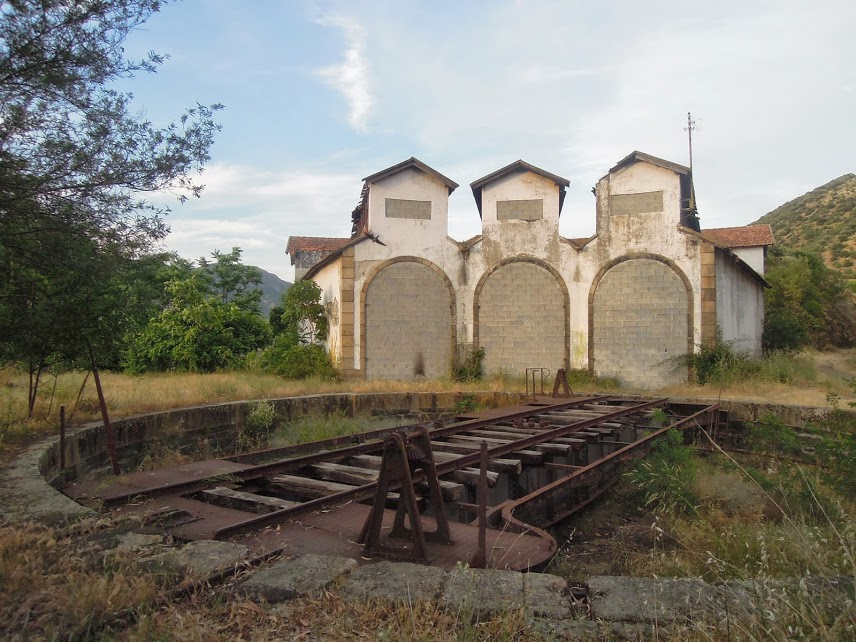
Antiga rotunda e cocheira da estação, em 2014.

#### Décadas de 1950 e 1960
A Gazeta dos Caminhos de Ferro de 16 de Fevereiro de 1950 relatou que em 14 de Maio desse ano iriam ser reestabelecidos os reestabelecimento dos comboios internacionais pela linha, e que a Companhia dos Caminhos de Ferro Portugueses e a Red Nacional de Ferrocarriles Españoles estavam a planear a criação de carruagens directas desde o Porto até La Fuente de San Esteban, de forma a evitar a necessidade de transbordo em Barca de Alva.
Em meados da década de 1950, foi inaugurada a ponte rodoviária junto a Barca de Alva, melhorando os acessos à estação. Antes da construção da ponte, a travessia do Douro era feita através de barco; um dos utilizadores regulares deste sistema foi o escritor Guerra Junqueiro, que vinha de comboio até Barca de Alva e depois atravessava o rio para se deslocar até à sua propriedade na outra margem, a Quinta da Batoca. Até essa altura, o único acesso rodoviário à estação e à povoação de Barca de Alva era uma estrada até ao Escalhão. Com a ponte, Barca de Alva ficou ligada a Torre de Moncorvo e ao Freixo de Espada à Cinta.
Em 1956, foram feitas alterações nos horários dos comboios espanhóis que prejudicaram muito o movimento em Barca de Alva, uma vez que deixou de haver correspondência entre os comboios nacionais e internacionais, obrigado os passageiros a passar a noite na estação, ou ir por estrada até Vilar Formoso, onde poderiam apanhar o Sud Expresso. Esta modificação surgiu na mesma altura em que o governo espanhol estava a investir fortemente na linha por Vilar Formoso, incluindo a sua adaptação para comboios de maior velocidade, e a expansão da povoação fronteiriça de Fuentes de Oñoro, que fica do outro lado de Vilar Formoso.
Na década de 1960, foram retomados os serviços directos do Porto a Salamanca, utilizando automotoras.

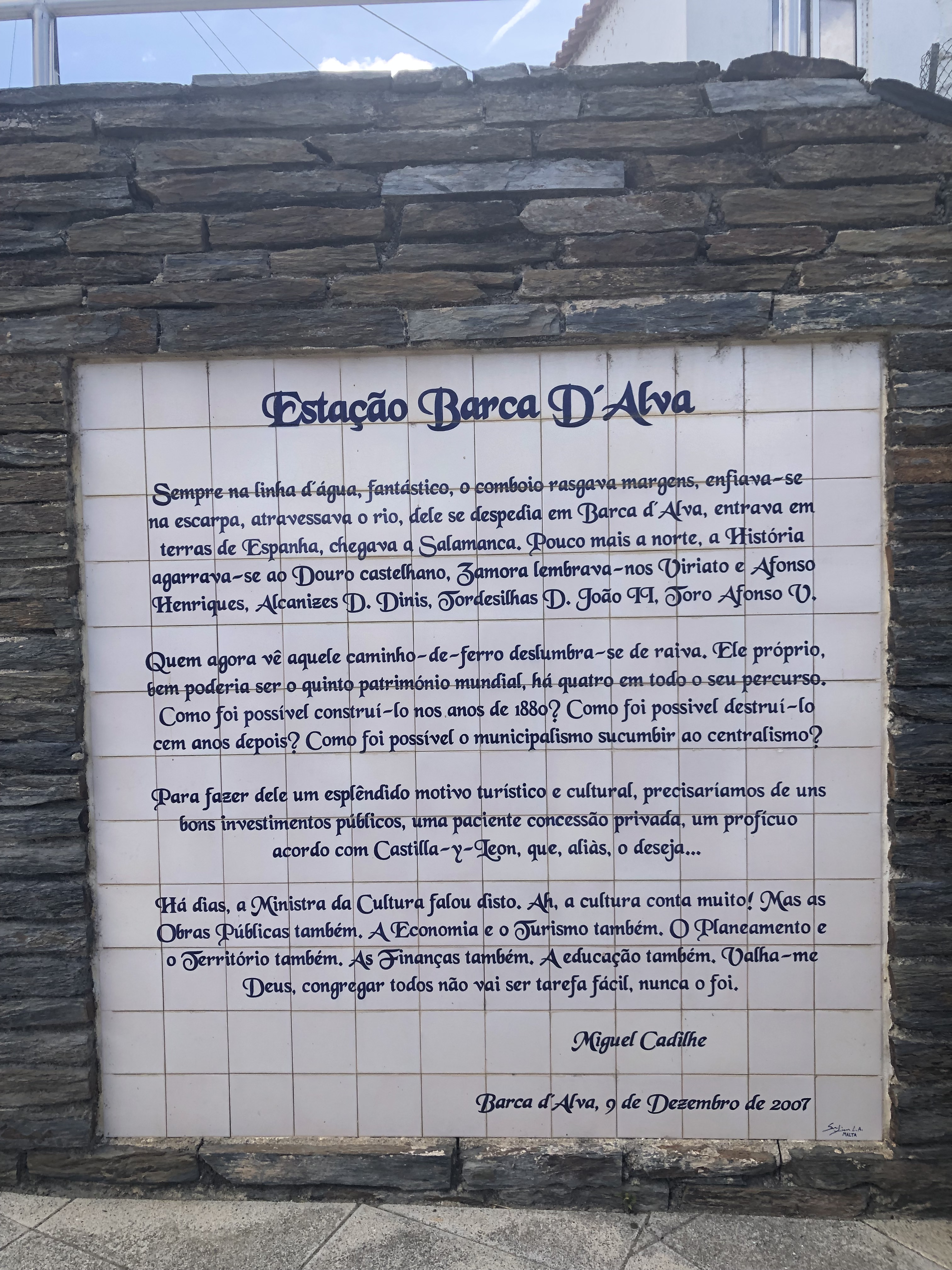
Painel de azulejos com palavras de Miguel Cadilhe, em 2007, deplorando o encerramento deste segmento ferroviário em 1985, quando era ministro das Finanças.

#### Declínio e encerramento
A Linha do Douro e a sua ligação internacional nunca chegaram a alcançar o nível de procura que se esperava, tanto a nível nacional como internacional, tendo falhado igualmente no objectivo de atrair as mercadorias no planalto de Salamanca para o Porto de Leixões. Por outro lado, a linha fronteiriça apresentava um elevado número de pontes metálicas, cuja substituição seria muito dispendiosa. Estes factores, em conjunto, faziam prever o encerramento do troço internacional já desde meados do século XX. Já então se defendia a manutenção do tramo em território nacional, devido às potencialidades da Linha do Douro como destino turístico, em conjunto com a promoção do Vinho do Porto.
Em 1979, a empresa Red Nacional de los Ferrocarriles Españoles operava uma automotora Ferrobus entre Barca de Alva e La Fuente de San Esteban.
Em 1984, o estado espanhol decidiu encerrar o troço entre La Fuente de San Esteban e La Fregeneda, deixando sem quaisquer serviços, igualmente, o troço internacional entre esta última localidade e Barca d’Alva. Como tinha sido previsto, foi concretizado no dia 1 de Janeiro de 1985.
Em 1988, foi encerrado o troço entre o Pocinho e Barca d’Alva. A estação encerrou a 2 de Outubro de 1988.

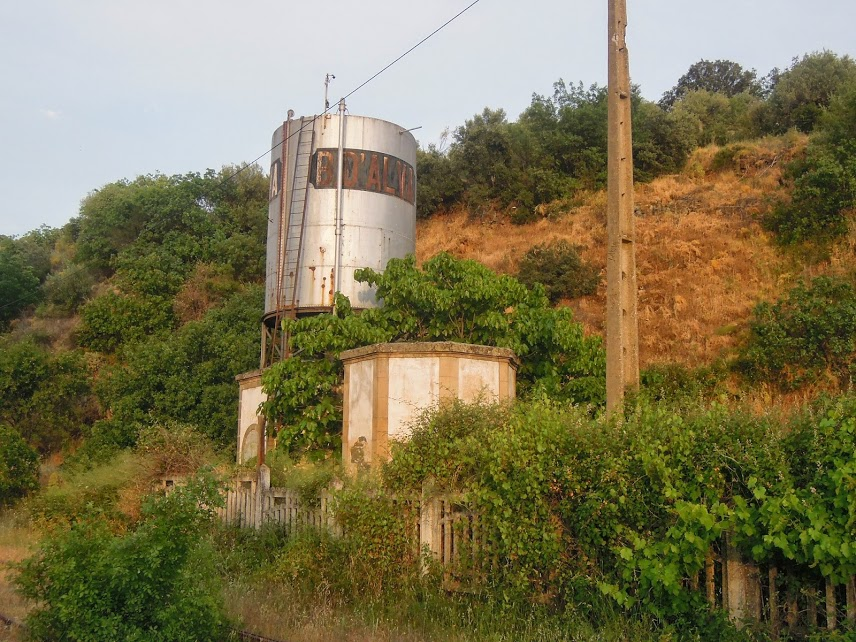
Antiga torre de água, em 2014.

### Século XXI
Em 2006, a Asociación Cultural Camino de Hierro, sedeada em Salamanca, estava a planear a reabilitação da linha de Fuente de San Esteban a Barca de Alva, para fins turísticos. O valor calculado para as obras seria de cerca de 24 milhões de Euros, que seriam gastos em medidas de segurança e na renovação da via férrea e das estações. Aquela instituição também pensou em reabrir o lanço até ao Pocinho, de forma a que os comboios turísticos tivessem ligação aos cruzeiros que vinham da cidade do Porto.
Em Setembro de 2008, a revista Via Libre noticiou que a Comissão de Coordenação da Região Norte de Portugal estava à procura de investidores para comboios turísticos de tracção a vapor no percurso entre o Pocinho e Barca de Alva, projecto que custaria cerca de 600 mil Euros. Por outro lado, a Rede Ferroviária Nacional, que nessa altura administrava as infraestruturas ferroviárias em território nacional, estava a planear a transformação daquele lanço numa via verde.
Em 9 de Janeiro de 2020, uma comitiva liderada por Luís Pedro Martins, presidente do Turismo do Porto e Norte de Portugal, entregou uma petição na Assembleia da República para a remodelação da totalidade da Linha do Douro, e a reabertura do lanço até à fronteira espanhola. Luís Pedro Martins argumentou que esta medida iria trazer grandes benefícios ao turismo, pois permitiria aos visitantes explorarem melhor a região. Por outro lado, iria ser um grande investimento numa zona de interior do país, desafiando dessa forma a tendência para desenvolver principalmente a faixa litoral, e faria parte de uma grande estratégia para a promoção da região do Douro Vinhateiro como Património da Humanidade. Esta comitiva contou igualmente com a presença dos das autarquias de Peso da Régua, Torre de Moncorvo e Sabrosa e da Comunidade Intermunicipal do Douro, e representantes da Liga dos Amigos do Douro Património Mundial, da Fundação Museu do Douro e de outras entidades do Norte do pais. Nesse mês, o Ministro das Infraestruturas e da Habitação, Pedro Nuno Santos, deu uma entrevista ao jornal Público, onde discutiu a implementação de um plano ferroviário nacional, que deveria incluir a reabertura e modernização de vários lanços de via férrea encerrados, incluindo o de Pocinho a Barca de Alva, que seria electrificado.

## Referências literárias

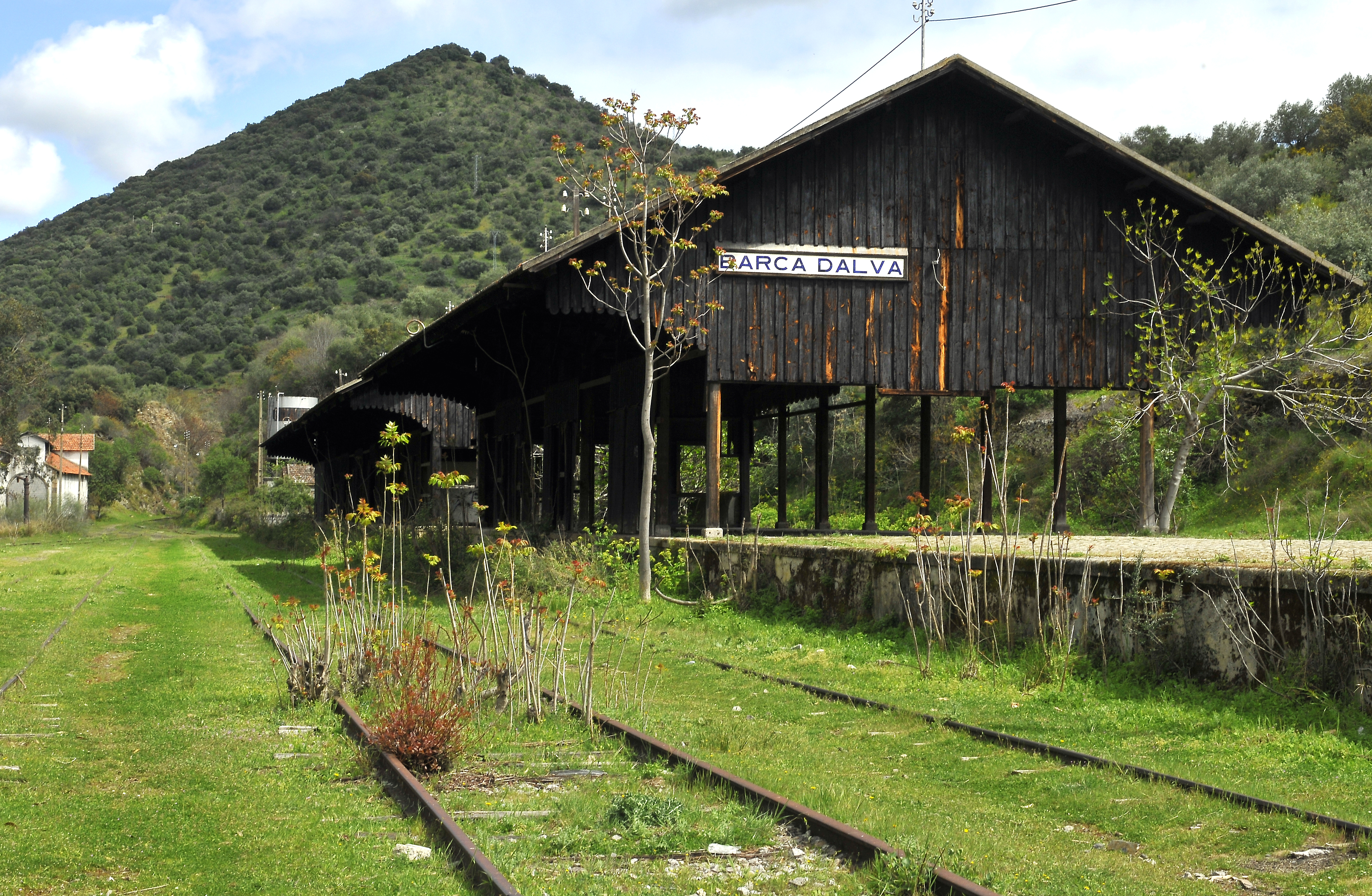
Antiga gare de mercadorias da estação, em 2014.